# Зорькин, Виктор Николаевич
Ви́ктор Никола́евич Зо́рькин (род. 20 июля 1951 года) — полковник КГБ СССР, командир 12-го отделения (Алма-Ата) группы «А» Седьмого управления КГБ СССР (ныне спецподразделение «Альфа»). В настоящее время занимается предпринимательской деятельностью: административный директор АО «ОХК «Уралхим» и член совета директоров ОАО «Кирово-Чепецкий химический комбинат».

## Биография

### Военная деятельность
Родился 20 июля 1951 года в Кустанайской области Казахской ССР. Окончил Московское высшее пограничное командное училище КГБ в 1972 году, а позже Высшую школу КГБ СССР. Служил в военной контрразведке и группе «А» Седьмого управления КГБ СССР, также известной как «Альфа».
С февраля по июль 1981 года Зорькин как глава отряда из группы «А» численностью 15 человек в составе отряда «Каскад-2» находился в командировке в Афганистане. Его группа обеспечивала силовое прикрытие оперативно-поисковых мероприятий, собирала информацию об отрядах душманов в окрестностях Кабула, изымала оружие из тайников и обеспечивала безопасность агитационных отрядов. Осуществляла охрану чрезвычайного и полномочного посла Ф. А. Табеева. В январе 1983 года его отряд разгромил банду моджахеда Каль-Куддуза: отряд численностью от 70 до 100 человек попал в засаду «альфовцев», потеряв в первые моменты боя семь-восемь человек, а затем был полностью разгромлен; главарь банды был арестован и вывезен в Москву. 20 сентября 1986 года группа «А» участвовала в освобождении заложников, захваченных тремя дезертирами в самолёте Ту-134, штурмом командовал Зорькин.
В 1989—1990 годах некоторое время был начальником 7-го регионального отделения группы «Альфа» в Хабаровске. С апреля 1990 по 1991 годы командовал 12-й региональной группой в составе «Альфы», штаб которой располагался в Алма-Ате (позже на базе 12-й группы было сформировано казахское спецподразделение «Арыстан», функции которого были аналогичны «Альфе» — этот отряд стал частью Комитета национальной безопасности Республики Казахстан). После распада СССР Зорькин продолжил службу в Главном управлении охраны Российской Федерации и Службе безопасности президента Российской Федерации. Уволился в 1996 году в звании полковника, занимал на момент увольнения должность заместителя начальника СБП и начальника Центра охраны СБП. Награждён двумя орденами Красной Звезды и медалями. Женат.

### Предприниматель
После отставки Зорькин работал в Управлении безопасности Мосбизнесбанка (1997—1998) и управлении охраны одного из подразделений «Лукойла» (1998—2000). В феврале 2001 года назначен вице-президентом и гендиректором Ассоциации ветеранов и сотрудников Служб безопасности Президента, президентом которой был А. В. Коржаков.
Занимал следующие должности как предприниматель и руководитель:
- Апрель 2002 — 2003: старший вице-президент АК «СИБУР» по персоналу, безопасности и связям с государственными органами[2]
- 2003—2004: заместитель генерального директора по аналитической деятельности и по управлению персоналом в ООО «ГАЗ МЕТАЛЛКОМПЛЕКТ»
- 2004—2005: старший вице-президент по перспективному развитию и первый вице-президент ООО «Неотэк-групп»
- 2005—2007: заместитель генерального директора по административной работе и директор административного департамента ООО «Конструктивное бюро»
- 2007—н.в.: административный директор ООО (позже ОАО) УК «Уралхим»
- 2008—н.в.: член совета директоров ОАО «Кирово-Чепецкий химический комбинат»